# Thomas Duncan
Thomas William Duncan (ur. 15 sierpnia 1905 w Casey w stanie Iowa), zm. w 1987 w Las Cruces w stanie Nowy Meksyk) – amerykański prozaik, poeta, reporter i wykładowca.
Już od wczesnej młodości zajmował się pisaniem. Będąc kilkunastolatkiem publikował artykuły i krótkie opowiadania w gazetach i czasopismach. W roku 1922 rozpoczął studia na Uniwersytecie Drake'a, które następnie kontynuował na Uniwersytecie Harvarda i które ukończył z wyróżnieniem "Cum laude" w roku 1929. W latach 1942–1944 był wykładowcą w Grinnell College.
Największym jego sukcesem literackim był powieść "Gus the Great", nominowana do utworu września (1947) przez Book-of-the-Month Club i wydana w 750 tysiącach egzemplarzy. Informacje o jej sfilmowaniu są trudne do potwierdzenia
Był żonaty z Acteą Carolyn Young (zmarła w 1990 r.).
Pochowany jest w Las Cruces razem w żoną w nieoznakowanym grobie.

## Twórczość
- O Chautauqua (1935)
- Ring Horse (1940)
- Gus the Great (1947)
- Big River, Big Man (1959)
- Virgo Descending  (1961) (polskie tłumaczenie pt. Panna na nieboskłonie 1964, przekład Ryszarda Grzybowska)
- The Labyrinth (1967)